# Teatro Coppola
Il Teatro Coppola (ex "Teatro Comunale") è stato il primo teatro comunale di Catania, inaugurato nel 1821. Distrutto da un bombardamento l'8 luglio 1943 e poi trasformato in laboratorio scenografico del Teatro Massimo Vincenzo Bellini, venne in seguito abbandonato. È stato poi riaperto, in seguito all'occupazione da parte di cittadini volontari, il 16 dicembre 2011.

## Storia

### 1821-1887
Dopo una petizione popolare del 1818 indirizzata al sindaco di Catania, nella quale veniva stigmatizzata l'interruzione dei lavori del realizzando Teatro Nuovaluce (l'odierno Teatro Massimo Vincenzo Bellini) e l'assenza di qualsiasi luogo deputato alle rappresentazioni teatrali, il Decurionato, «considerando la giustizia del pubblico reclamo per ottenere un locale provvisorio di pubblico spettacolo» e «considerando essere assolutamente necessario il bisogno di erigersi questo teatro onde cessare le giuste querele della popolazione», decise la realizzazione di un teatro provvisorio ubicandolo nel magazzino di proprietà del cavalier Francesco Gravina Hernandez, sito alla Civita quartiere marinaro di Catania.

Nella proposta avanzata dal Gravina nel 1820, si leggeva: 
(Dalla petizione del cavalier Francesco Gravina Hernandez)
Il magazzino venne affittato dal comune per la durata di nove anni, periodo entro il quale si sarebbe dovuta completare la costruzione del Teatro Grande nella piazza Nuovaluce (oggi piazza Vincenzo Bellini). La progettazione dell'allestimento interno del teatro venne affidata all'architetto Salvatore Zahra Buda e in poco più di un anno fu pronto quello che venne chiamato “Teatro Comunale provvisorio”. Esso venne inaugurato il 19 giugno del 1821, con la rappresentazione dell'opera Aureliano in Palmira di Gioachino Rossini.
Da un inventario del 1825, si viene a sapere che il Teatro era costituito da 59 palchi, 24 file di banchi in platea, 16 lumi di ribalta, 24 fanali nei corridoi, 100 lumi per le scene, due fanali alla porta della platea, un lampadario di cristallo a 18 lumi, e poteva accogliere comodamente 700 spettatori.
(Tratto dal manifesto affisso per l'apertura del Teatro Comunale provvisorio)
Poiché dopo i nove anni previsti non era ancora conclusa la costruzione del Teatro Nuovaluce, il comune decise di acquistare i locali del Teatro Coppola acquisendo anche una porzione di terreno circostante per l'ampliamento della sala e per la costruzione di camerini per gli artisti e magazzini per le scene. Il Teatro venne denominato Teatro Comunale e rimase in esercizio fino al 1887, anno nel quale venne chiuso a seguito della prossima inaugurazione del Teatro Massimo Vincenzo Bellini, avvenuta nel 1890.

### 1895-1915
Trascorsi otto anni dalla chiusura, nel 1895, il teatro fu assegnato al Circolo Filodrammatico Artistico che lo utilizzò per la rappresentazione di opere di prosa, aprendolo al pubblico il 26 gennaio. Il 2 giugno 1908, il teatro venne intitolato al musicista catanese Pietro Antonio Coppola, morto nel 1877, che era stato per lunghi anni orchestratore del Teatro Comunale.

### 1920-1943
Nel 1920, dopo l'interruzione dovuta alla prima guerra mondiale, il Circolo Artistico, riuniti gli artisti della Filodrammatica, ottenne dal comune la gestione del Teatro Coppola per realizzare un teatro sperimentale. La nuova gestione iniziò le rappresentazioni il 12 febbraio dello stesso anno con un lavoro di E. Murolo.
L'inizio della seconda guerra mondiale vide l'interruzione dell'attività del Teatro che venne poi distrutto da un bombardamento statunitense l'8 luglio del 1943.

### 1945-2011
Alla fine della guerra, nel 1945, alcuni componenti del Circolo Artistico richiesero al comune l'autorizzazione a ricostruire quello che rimaneva del vecchio Teatro Coppola.
La Giunta Prov. Amm. Nella seduta del 24 Nov. 1945 approva la detta deliberazione purché la concessione venga regolata mediante apposito atto nel quale sia fissato un termine e il collaudo venga eseguito dall'Ufficio tecnico comunale.»
(Deliberazione 24 Sett. 1945 N. 25277 della Giunta del Comune di Catania)
In assenza di adeguati fondi la ricostruzione non poté aver seguito.
Per molti anni fu utilizzato di nuovo come laboratorio delle scenografie del Teatro Massimo Vincenzo Bellini, quando nel 2005 si progettò di trasformarlo in sala delle prove per l'orchestra ma il progetto non andò a buon fine.

### Dal 2011
Il Teatro Coppola ha riaperto i battenti e ripreso le attività a seguito dell'occupazione da parte di un gruppo di cittadini volontari, che lo autogestisce dal dicembre del 2011.
All'alba del 16 dicembre 2011, il Teatro Coppola è stato occupato da un numeroso gruppo di persone, principalmente, ma non esclusivamente, maestranze e operatori dell'arte (attori, musicisti, macchinisti, artisti visivi).

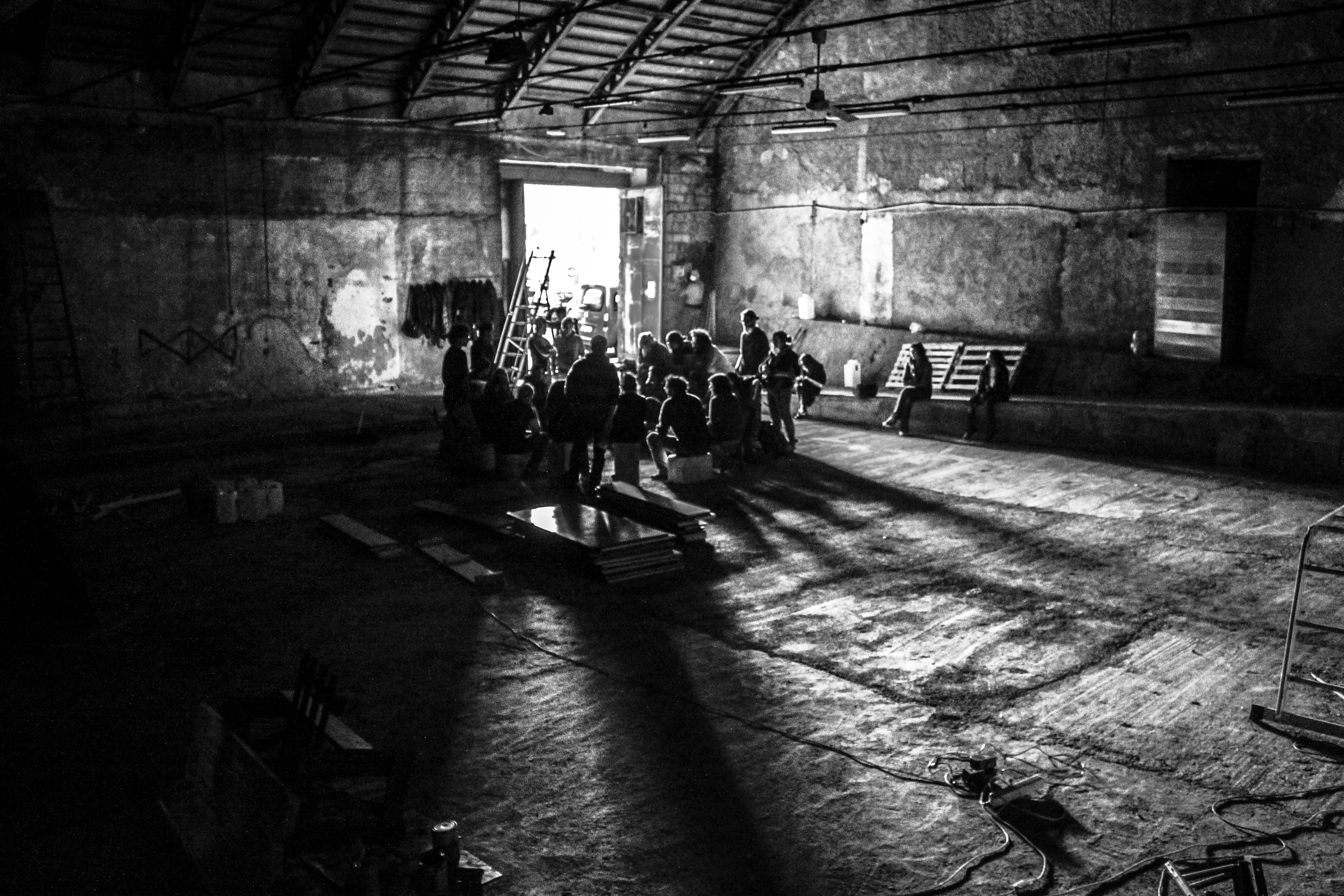
Il Teatro Coppola prima dei lavori di ristrutturazione effettuati dagli occupanti

L'occupazione, discussa inizialmente in seno a L'Arsenale (Federazione Siciliana delle Arti e della Musica), ma fin dall'inizio condotta in maniera libera e condivisa da chiunque abbia voluto prendervi parte, è stata intrapresa come forma di protesta apartitica contro l'incuria che l'amministrazione Comunale riserva da anni alla cultura, all'arte ed ai suoi luoghi, condizione egregiamente e tristemente rappresentata dal Teatro Coppola, luogo fondamentale come storico vivaio culturale della città e tuttavia trascurato nei decenni fino alla riduzione a rudere.
Gli occupanti hanno voluto ridare a esso dignità, ristrutturandolo con le proprie mani e il proprio lavoro, con l'unico finanziamento volontario da parte dei cittadini entusiasti, nonché con le donazioni materiali e la manodopera degli abitanti del quartiere Civita, dove il Teatro Coppola, simbolicamente ribattezzato Teatro Coppola - Teatro dei Cittadini, è ubicato.
Tre giorni dopo la riapertura, il Teatro Coppola ha ospitato il primo concerto e la prima Assemblea pubblica, che ha dato il via agli incontri aperti a tutti svoltisi da allora con cadenza settimanale per allargare la gestione del Teatro all'intera cittadinanza e condividerla con essa.
Spettacoli teatrali, concerti, laboratori, mostre e convegni si susseguono invece quasi giornalmente.
Supporto è arrivato dalla stampa nazionale, nonché da vari esponenti del mondo dello spettacolo, tra cui: Cesare Basile (occupante del Teatro sin dal primo giorno), Afterhours, Dente, A Toys Orchestra, BriganTony, Calibro 35, Marco Parente, The Niro, Dimartino, Brigantini, Carlo Muratori, Sonia Brex, Iacampo, Father Murphy, Emidio Clementi (Massimo Volume), Gentless3, i quali, oltre all'adesione morale, hanno voluto contribuire all'attività del Teatro ciascuno con un concerto gratuito. E ancora, Sabina Guzzanti, Fiorella Mannoia, Salvatore Massimo Fazio, Brunori Sas, Frankie hi-nrg mc.
Quanto agli esponenti del mondo teatrale che si sono esibiti al Teatro Coppola, invece, figurano tra gli altri la Compagnia Lavoro Nero Teatro (con la quale il Teatro ha avviato la coproduzione dello spettacolo Come Bach, che ha debuttato allo stesso Teatro Coppola il 29 e 30 dicembre 2012), la Compagnia GestiColando, la Marionettistica Fratelli Napoli, Gioacchino Palumbo, la Compagnia Sutta Scupa, Orazio Condorelli (G.A.P.A.), Turi Zinna, Elio Gimbo, Tino Caspanello - Teatro Pubblico Incanto, Gaspare Balsamo - Produzione Povera, Giovanni Calcagno, Chiara Stoppa, Loredana Cannata, Massimo Zaccaria, Teatro instabile d'Aosta, Teatro Forsennato.
Il 29 settembre 2012 è stata inaugurata al Teatro Coppola la "Nuova Biblioteca delle Polveri", liberamente consultabile e costituita per intero dai libri donati dai cittadini.

## Curiosità
- Il costo per la trasformazione originaria del vecchio magazzino in teatro lirico, nel 1821, superò abbondantemente la preventivata cifra di 800 onze, arrivando a quasi 2100 onze; l'architettura interna e gli arredi però pare giustificassero tale spesa, se il Teatro Coppola viene così descritto dal duca di Carcaci nel 1841:

- Nel 1832, il ritorno a Catania di Vincenzo Bellini venne festeggiato al Teatro Comunale, ma non con un'opera lirica, sua o di un altro compositore, bensì con la rappresentazione di una tragedia, L'Atreo, del catanese Gioacchino Fernandez.
- Sempre Vincenzo Bellini, tre anni dopo, venne nuovamente celebrato al Teatro Comunale, ma stavolta in occasione della sua dipartita: il 10 novembre del 1835, infatti, dopo la notizia della morte del compositore, i cittadini catanesi andarono al teatro vestiti a lutto per assistere alla rappresentazione della Norma. Il quotidiano palermitano Il Telegrafo scrisse per l'occasione:

- Nel 1848, durante i moti antiborbonici, in occasione delle rappresentazioni dell'Ernani di Verdi e de I puritani di Bellini, gentiluomini e dame inneggiarono a Papa Pio IX. Il quotidiano catanese L'amico del popolo così scrisse:

- Nel 1860, prima dell'arrivo di Garibaldi in Sicilia, durante la rappresentazione di Giovanna De Guzman (la versione censurata dei Vespri Siciliani di Verdi) un cantante intonò l'"Inno alla Libertà", provocando la reazione dell'autorità borbonica che sospese gli spettacoli.
- Nel 1865, in occasione del ritorno definitivo a Catania del compositore Pietro Antonio Coppola, nel teatro, che successivamente avrebbe portato il suo nome, gli venne dedicata una serata di gala, ma anche stavolta, come già era stato in presenza di Vincenzo Bellini nel 1832, con la rappresentazione non di un'opera musicale, bensì di una commedia di Goldoni.
- Il Teatro Comunale è una delle ambientazioni del romanzo Tigre reale di Giovanni Verga, edito a Milano nel 1875 (pagine da 119 a 123). Qui Giorgio La Ferlita e Nata si ritrovano dopo molti anni a Catania e sono presenti in sala la moglie Erminia e l'amico, voce narrante del romanzo.
- Il 16 dicembre 2012, in occasione dei festeggiamenti per il primo anniversario dalla riapertura, il Teatro Coppola ha riproposto la prima opera che si tenne nello stesso Teatro, nel 1821: l'Aureliano in Palmira di Gioacchino Rossini. L'Opera è però stata totalmente rivisitata e riarraneggiata, essendo stata affidata ad esempio l'ouverture ad un'orchestra composta da un quartetto d'archi, un quartetto di fiati ed un toy piano; alcune parti centrali a band musicali folk o rock; la parte finale è stata invece inscenata tramite il Teatro delle marionette, i tipici «Pupi siciliani».
- Ad un solo anno dalla riapertura dovuta all'occupazione, il Teatro Coppola - Teatro dei cittadini ha ospitato oltre duecento tra spettacoli teatrali, concerti, workshop, mostre, conferenze.